# Peregrín Casanova
Pour les articles homonymes, voir Casanova (homonymie).
Peregrín Casanova Ciurana (21 décembre 1849 à Valence - 13 juin 1919 à Valence) est un médecin espagnol, célèbre pour être un des grands promoteurs de l'évolutionnisme en Espagne.

## Biographie
Peregrín Casanova étudie médecine à Valence, et plus tard réalise son doctorat à Madrid. Là-bas il entre en contact avec le darwinisme, grâce à son professeur Aureliano Maestre de San Juan, qui exercera aussi une grande influence sur Ramón y Cajal.
En 1875 Casanova devient professeur d'anatomie à la faculté de médecine de l'université de Valence, poste qu'il occupe pendant plus de 40 années. En 1896 il est élu doyen de la Faculté.
En 1909 il participe activement à l'hommage que les étudiants de médecine rendent à Darwin, pour célébrer l'anniversaire de sa naissance.

## Œuvre

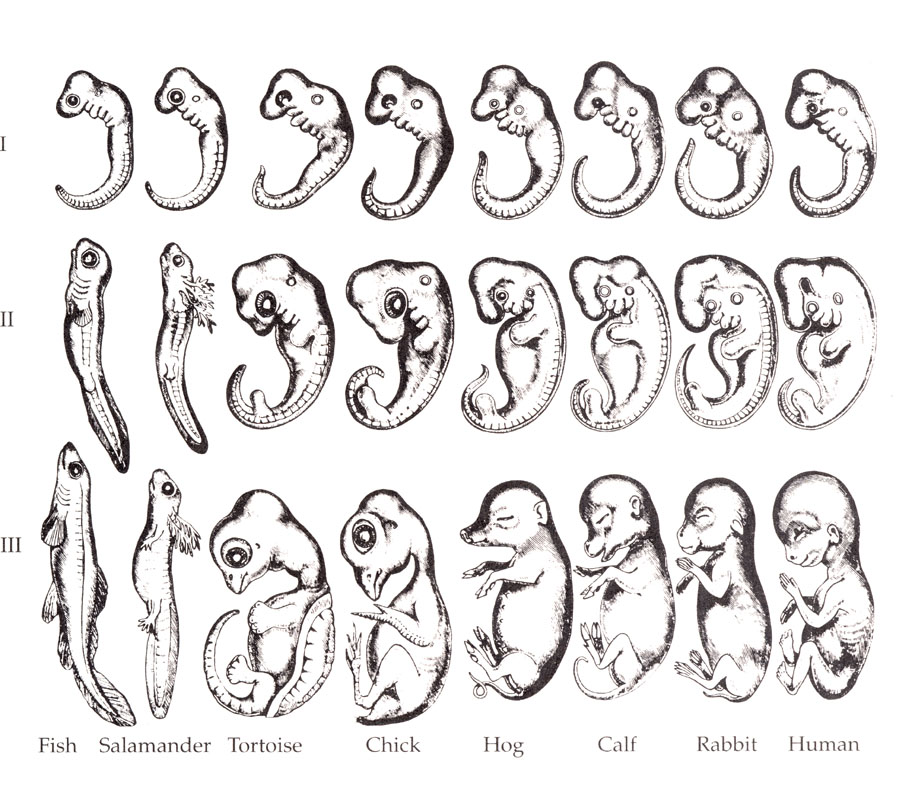
Théorie de la récapitulation d'Ernst Haeckel.

Casanova s'intéresse à des domaines très variés de la médecine, et cultive spécialement le champ de la morphologie. Certes, Casanova suit les cours d'Ernst Haeckel, avec lequel il entretient une longue correspondance.
Casanova continue ses travaux et en 1882 publie El antropomorfismo ante la ciencia contemporánea. Les positions évolutionnistes défendues dans cette œuvre provoquent une grande hostilité contre lui de la part de la communauté scientifique la plus conservatrice. À cause de cela, Casanova se réfugie dans l'enseignement et dans la pratique de l'oto-rhino-laryngologie. Dans ce champ, il excelle pour ses études d'otologie, discipline sur laquelle il publie plusieurs articles dans des revues de médecine.